# 王一言 (成化進士)
王一言（1449年—1508年），字行之，四川成都府內江縣人，民籍，明朝政治人物。

## 生平
治《詩經》。成化十七年（1481年）辛丑科進士。授湖廣瀏陽知縣，行取都察院理刑，弘治三年（1490年）二月實授福建道監察御史，十年巡按山東，为被革爵的衍聖公孔弘緒乞求恢復爵位，十一年十一月升雲南按察司副使，整飭兵備，十七年七月升浙江按察使，再轉為都察院僉都御史，巡撫寧夏。渡河時，墜入冰水，雖為眾人救出，但以此致疾。正德三年（1508年）卒於官。

## 家族
曾祖王紹宗；祖父王祚；父王守約，教諭。母孫氏。
有子王之臣。